# Nunzio apostolico

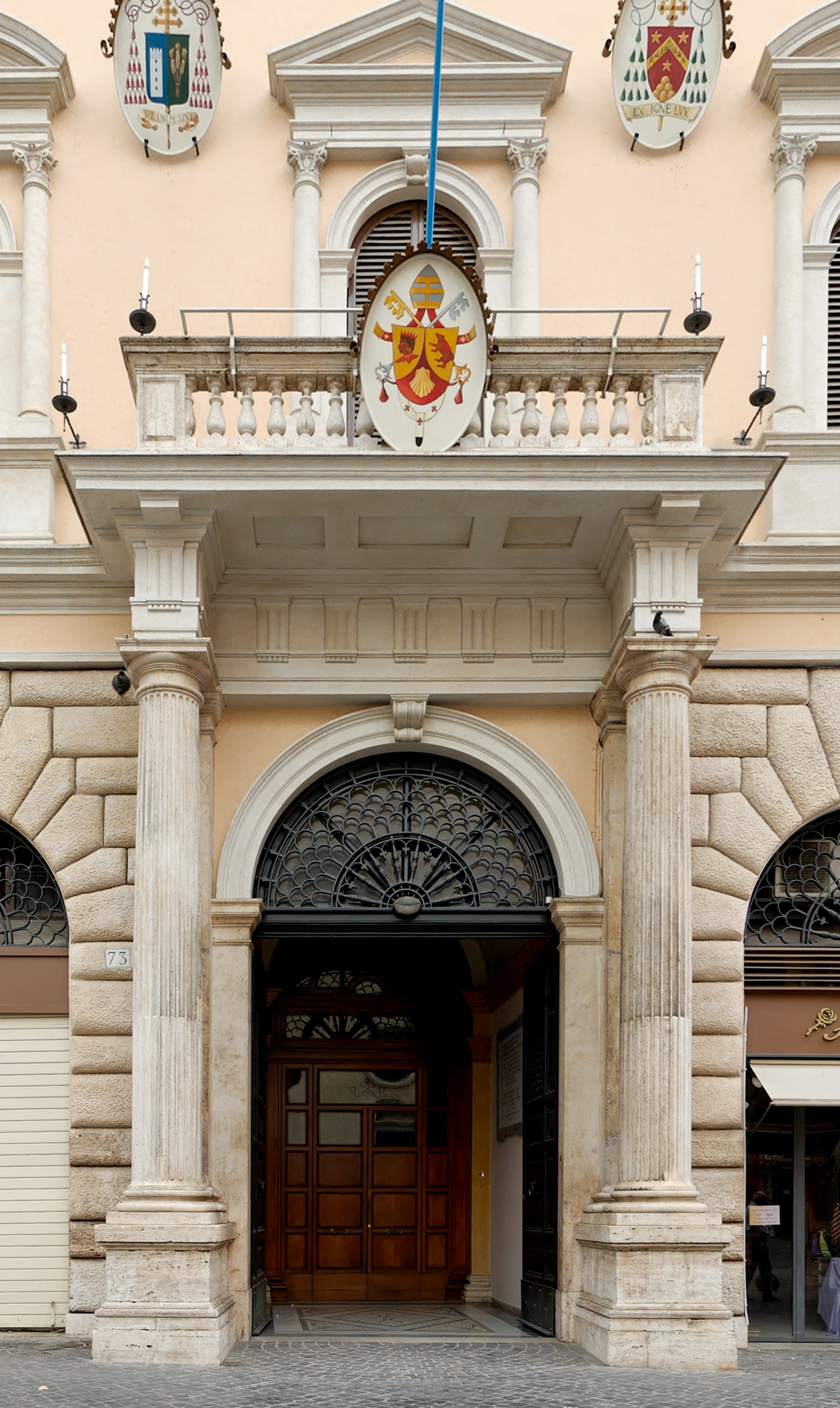
Entrata del palazzo della Pontificia accademia ecclesiastica, Piazza della Minerva, Roma

Il nunzio apostolico è il rappresentante pontificio preposto alla guida di una nunziatura apostolica. I suoi compiti sono sia di natura ecclesiale sia di natura diplomatica: in entrambi i casi agisce come rappresentante del papa. Per il diritto internazionale, è il rappresentante diplomatico della Santa Sede accreditato presso uno Stato, e il suo ruolo politico è equiparato a quello dell'ambasciatore. Inoltre, è preposto ad una missione autoritativa per quanto concerne i rapporti con la gerarchia cattolica locale.

## Funzioni
Secondo il canone 364 del Codice di diritto canonico il compito principale del legato pontificio è "quello di rendere sempre più saldi ed efficaci i vincoli di unità che intercorrono tra la Sede Apostolica e le Chiese particolari". Questa formulazione è profondamente innovativa rispetto al vecchio codice e indica come compito del legato (o, secondo la denominazione tradizionale, del nunzio) quello di "curare e rafforzare il legame perenne tra le Diocesi e la Chiesa di Roma".
Il nunzio apostolico si occupa della procedura di nomina dei nuovi vescovi in tutte le diocesi che fanno parte dello Stato di sua competenza: conduce le indagini relative, preparando, spedendo e organizzando i questionari in cui si chiede quale potrebbe essere il giusto profilo del nuovo pastore; aggiorna la lista dei preti proposti periodicamente dai vescovi come idonei per l'episcopato; propone al Dicastero per i vescovi una terna di candidati, tra i quali verrà scelto il nuovo vescovo.
(Paolo VI, Motu proprio Sollicitudo omnium ecclesiarum)
Il ruolo del nunzio apostolico nella nomina dei vescovi è centrale, è lui che raccoglie le informazioni, predispone le interviste e trasmette a Roma le candidature. 

Il nunzio rappresenta la Santa Sede presso la chiesa locale. 
(Paolo VI, Motu proprio Sollicitudo omnium ecclesiarum)
Inoltre cura le relazioni diplomatiche tra la Santa Sede e lo Stato in cui opera. 
Giovanni Tonucci, già nunzio apostolico, ha affermato: «Se poi volessimo valutare la proporzione tra l’uno e l’altro aspetto del lavoro [del nunzio], non credo sia lontano dalla verità dividere le parti tra un 5% di ruolo politico e un 95% di ruolo pastorale.»

## Decano del corpo diplomatico
Il nunzio, in base alle disposizioni del Congresso di Vienna del 1815 confermate dalla Convenzione di Vienna sulle relazioni diplomatiche del 1961, ha il titolo di decano del corpo diplomatico, se la convenzione della precedenza del rappresentante della Santa Sede è accettata dallo stato accreditante, circostanza che in genere avviene nelle nazioni di tradizione cattolica.
(Paolo VI, Motu proprio Sollicitudo omnium ecclesiarum)
Sebbene il motu proprio di papa Paolo VI preveda il titolo di nunzio apostolico solo per quei paesi che riconoscono il titolo di decano del corpo diplomatico al nunzio apostolico, riservando agli altri il titolo di pro-nunzio, dal 1991 il titolo di pro-nunzio non è più usato: per tutti i paesi con cui la Santa Sede intrattiene relazioni diplomatiche si usa il titolo di nunzio, per gli altri il titolo di delegato apostolico.

## Storia
Storicamente non si riscontra il termine "nunziatura apostolica" in documenti anteriori alla seconda metà del XIV secolo. La funzione del nunzio apostolico, tuttavia, è molto più antica e può riconoscersi già nei missi discurrentes o negli apocrisiari (termine utilizzato durante l'Alto Medioevo), rappresentanti del papa alla corte dell'Imperatore bizantino.
L'apparato di rappresentanza diplomatica della Santa Sede fu impostato sulla figura del nunzio apostolico da papa Paolo III (1534-1549). Dopo il Concilio di Trento (1545-1563) i nunzi divennero i cardini della politica estera della Chiesa di Roma.